# Extremities, Dirt and Various Repressed Emotions
Albums de Killing Joke
The Courtauld Talks
(1989) Pandemonium
(1994)
Singles
1. Money Is Not Our God
Sortie : 3 janvier 1991

Extremities, Dirt and Various Repressed Emotions est le 8e album studio du groupe de post-punk anglais Killing Joke. Il est sorti le 20 novembre 1990 sur le label Noise Records/BMG et a été produit par le groupe et J. Martin Rex.

## Historique
Enregistré en août 1990 aux Studios Townhouse de Londres, il fait partie des œuvres les plus violentes et torturées du groupe. Le son est globalement volontairement très « sale », et le chant est à l'avenant. Jaz Coleman renoue ici avec le style original de la formation, un post-punk politiquement engagé que Killing Joke avait laissé de côté depuis le début des années 1980. La batterie est tenue par un nouveau collaborateur, Martin Atkins.
Le premier morceau, Money is not our God, donne le ton, puisque Coleman y attaque fortement le capitalisme et le principe de l'argent-roi très en vogue dans la culture populaire à cette époque. Kaliyuga tire son nom de l'une des étapes de développement du monde telles que les conçoit la culture hindoue, l'« Âge des Ténèbres ». Selon certains écrits de cette religion, le monde serait justement dans cette phase d'évolution troublée conçue comme un mal nécessaire. On retrouve ici un thème cher à Coleman, celui du cycle d'existence et de connaissance. On retrouvera ce sujet plus tard dans le travail d'écriture du groupe, dans le morceau the Death and Resurrection Show (« le Spectacle de la Mort et de la Résurrection ») sur l'album Killing Joke sorti en 2003. Le thème musical de Intravenous sera quant à lui repris pour Majestic, l'un des titres-phares de l'album de 2006, Hosannas from the Basements of Hell.
Extremities ... est considéré comme l'un des albums majeurs de Killing Joke, de par son côté désespéré et brutal, en rupture avec la culture de son époque mais tout à fait en phase avec les innombrables problèmes et déconvenues qu'auront subis Coleman et ses musiciens au cours des années précédentes. Ned Raggett du site Allmusic estime ainsi que Jaz Coleman « emmène [le groupe] ailleurs, un surprenant mais efficace équilibre entre contrôle et chaos » tandis que « Geordie [Walker] (...) sonne mieux que jamais, sa sensibilité pour des riffs de guitare brutalement efficaces, mémorables et savamment ficelés, combinée avec juste ce qu'il faut de maîtrise technique pour définir comment un guitar hero doit réellement sonner ».
La couverture de l'album présente quatre paires d'yeux en gros plan, disposées sur quatre rangées, respectivement dans des tons bleus, rouges, jaunes et verts de haut en bas. Les yeux représentés en photo ont longtemps été attribués par les fans du groupe à l'acteur Bela Lugosi or l'auteur de la couverture, le designer britannique et collaborateur de longue date du groupe, précise dans son ouvrage Forty Years in the Wilderness qu'il s'agit des yeux de l'acteur Conrad Veidt, tirés d'un plan du film Le Cabinet du docteur Caligari.

## Liste des titres
| No  | Titre                    | Durée |
| --- | ------------------------ | ----- |
| 1.  | Money Is Not Our God     | 5:26  |
| 2.  | Age of Greed             | 6:49  |
| 3.  | Beautiful Dead           | 5:41  |
| 4.  | Extremities              | 5:16  |
| 5.  | Intravenous              | 6:58  |
| 6.  | Inside the Termite Mound | 8:03  |
| 7.  | Solitude                 | 4:56  |
| 8.  | North of the Border      | 5:59  |
| 9.  | Slipstream               | 7:05  |
| 10. | Kaliyuga                 | 2:10  |
| 11. | Struggle                 | 6:08  |

| 12. | The Party (Demo)           | 5:09  |
| 13. | The Fanatic (Demo)         | 4:22  |
| 14. | Solitude (Demo)            | 5:10  |
| 15. | Jubilation (Demo)          | 4:37  |
| 16. | Age of Greed (Live à Lyon) | 12:05 |

## Musiciens
Killing Joke :
- Jaz Coleman : chant, claviers
- Geordie Walker : guitares
- Paul Raven : basse
- Martin Atkins : batterie, chant

Musiciens additionnels :
- Dave Ball : basse (titres 11 à 16)
- John Bechtel : synthétiseurs
- Dave Kovacevic : synthétiseurs